# Bartalos József
Dr. Bartalos József (Pozsony, 1945. április 14. –) labdarúgó, ügyvéd, közéleti személyiség. A Dorogi Bányász SC egykori balszélsője, magyar ifjúsági- és utánpótlás válogatott, a Dorogi Szénmedence Sportjáért Közalapítvány elnöke, a Dorogi FC Örökös Tagja, önkormányzati képviselő, magánügyvéd.

## Életrajzi adatok
Dr. Bartalos József 1945. április 14-én, az akkor már újra Csehszlovákiához tartozó Pozsony városában született, amely néhány nappal korábban szabadult fel a német megszállás alól. Gyermekkorától él Dorogon, ahol a Dorogi Bányász kölyökcsapatában kezdte sportpályafutását, még 1962-ben bekerült az akkori NB I-es felnőttcsapatba, edzője Buzánszky Jenő volt. Első hivatalos bajnoki mérkőzésén a Diósgyőri VTK elleni 1–0-s dorogi győzelemmel végződött találkozón lépett pályára. 15 éves aktív labdarúgó pályafutása alatt a Dorogi Bányász volt az egyetlen csapata, bár menet közben többször is hívták élvonalbeli klubok, ám mindvégig hűséges maradt nevelőegyesületéhez. A kezdeti időktől ifjúsági-, majd utánpótlás válogatott volt. Az aktív játékot 1977-ben fejezte be, 350 mérkőzéssel és 31 szerzett góllal a háta mögött, majd ügyvédi diplomát szerzett az ELTE Állam- és Jogtudományi Karán. Magánügyvédként dolgozik napjainkban is, egyben a Dorogi FC jogásza. 1994 és 2006 között három ciklusban volt Dorog Város Képviselő Testületének tagja, valamint a Dorogi Szénmedence Sportjáért Közalapítvány kuratóriumi elnöke. A dorogi sportéletben közel fél évszázados aktív tevékenysége mellett lelkes és elkötelezett dorogi lokálpatrióta. Jelentős képeslapgyűjteménye van a városról, amelyből egy reprezentatív képes albumot adtak ki Dorogi Emlék - Város születik címmel, 1999-ben.

## Magánélete
Nős, leánya, Ágota és Edina, a dorogi kézilabdacsapat játékosai volt. Mindkettőjük dorogi labdarúgóhoz ment feleségül: Ágota Füle Antalhoz, míg Edina Harmat Józsefhez. Az idők folyamán Edina lánya elvált, majd újra férjhez ment és a férj, Faragó Szabolcs személyében ezúttal is dorogi futballista lett. Mindkét gyermeke révén többszörös nagypapa. Dorogon a Baross Gábor lakótelepen él, ügyvédi irodája szintén Dorogon, a Mária utcában működik.

## Főbb művei
- Dorogi Emlék - Város születik (1999)
- Bíróságok, Igazságügyi Paloták régi képeslapokon (2013)